# Irma Marchiani
Irma Marchiani, nome di battaglia "Anty" (Firenze, 6 febbraio 1911 – Pavullo nel Frignano, 26 novembre 1944), è stata una partigiana italiana, Medaglia d'oro al valor militare (alla memoria).

## Biografia

### Giovinezza
Nata a Firenze, da Adamberto e Assunta Passeri, a soli quattro anni si trasferisce con la famiglia a La Spezia, dove frequenta con profitto le scuole elementari, rivelando particolari doti nel disegno. La sua è una famiglia antifascista: il padre, ferroviere, viene licenziato nel 1923 con la pretestuosa motivazione di «scarso rendimento» e uno de fratelli nel 1928 aderisce al PcdI ed è tra gli organizzatori del Soccorso Rosso.
Data la difficile situazione familiare, nel 1924 Irma Marchiani deve abbandonare gli studi e cercare un lavoro: trova dapprima occupazione come modista, poi come ricamatrice e vetrinista. Affetta da disturbi bronchiali, inizia a recarsi ogni anno a Sestola, sull'Appennino modenese, per le cure e questo le assicura conoscenza e padronanza del territorio.

### La guerra partigiana
Dopo l'armistizio dell'8 settembre 1943 trovandosi nel territorio del Frignano non esita a restarvi e diviene informatrice e staffetta delle prime formazioni della resistenza. Nel maggio 1944 entra a far parte della brigata Garibaldi Roveda e viene assegnata al battaglione Matteotti. Nel giugno dello stesso anno partecipa ai combattimenti di Montefiorino e nell'agosto viene arrestata, mentre si adopera per favorire il ricovero in un luogo di cura di un partigiano gravemente ferito, come esplicitato nella motivazione della massima ricompensa al valore. Dopo una sofferta permanenza nella prigione di Fanano viene condotta nel campo di concentramento di Corticella in vista della deportazione in Germania.
Anty, questo il suo nome di battaglia, non si dà per vinta, evade e raggiunge la sua formazione, della quale viene nominata commissario prima, vicecomandante di battaglione poi. In conseguenza dei combattimenti di Benedello resta sola in territorio occupato, prodigandosi per prestare cure e assicurare la salvezza a molti partigiani feriti. La mattina del 12 novembre mentre tenta di attraversare le linee, è catturata da una pattuglia tedesca e condotta nelle carceri di Pavullo nel Frignano. Dopo quindici giorni di detenzione, alle 17,15 del 26 novembre viene passata per le armi. Con Irma Marchiani "Anty", 33 anni, sono fucilati Domenico Guidani "Pisolo", 27 anni, Renzo Costi "Remo", 28 anni e Gaetano Ruggeri "Balilla", 17 anni.

## Onorificenze

### Riconoscimenti civili

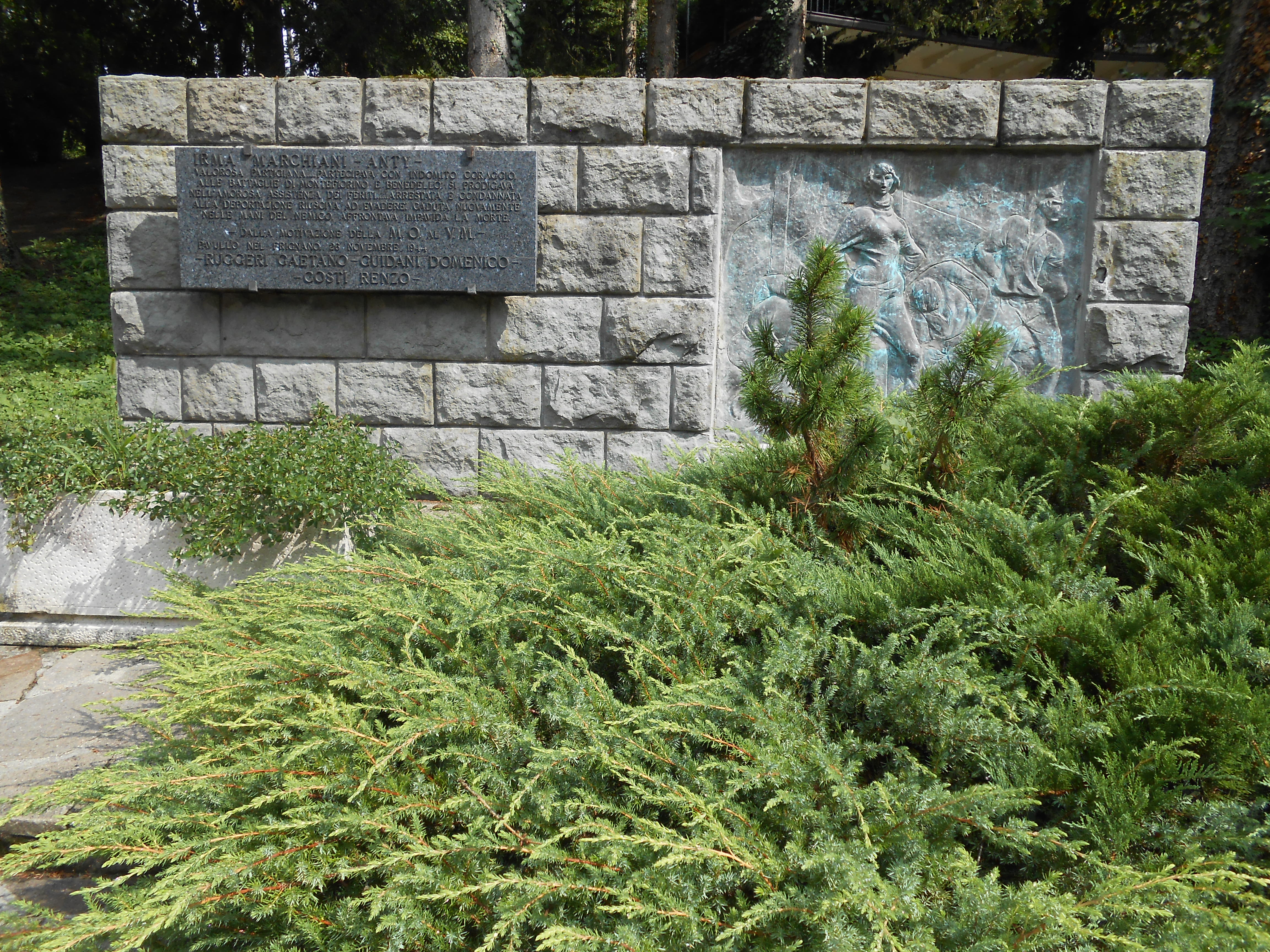
monumento a Irma Marchiani a Pavullo nel Frignano

I comuni di Pavullo nel Frignano, Roma, Modena, Savignano sul Panaro, Livorno e Ciampino le hanno intitolato una strada.
A Pavullo nel Frignano è stato eretto un monumento a Irma Marchiani con targa che recita: Valorosa partigiana ... partecipava con indomito coraggio alle battaglie di Montefiorino e Benedello si prodigave nell'amorosa assistenza dei feriti ... arrestata e condannata alla deportazione riusciva ad evadere caduta nuovamente nelle mani del nemico affrontava impavida la morte.

### Libri
Aldo Cazzullo, in Possa il mio sangue servire, pubblica due lettere lasciate da Irma Marchiani: la prima, del 10 agosto 1944, in cui spiega al fratello Piero le ragioni della sua scelta; la seconda scritta alla sorella "Pally" il 26 novembre 1944, a poche ore dall'esecuzione, in cui esprime il desiderio di esser seppellita a Sestola. In entrambe si firma con il nomignolo familiare di "Paggetto".